# SC Partizan-Teleoptik
Das SC Partizan-Teleoptik bzw. Sportzentrum Partizan-Teleoptik (serbisch: ЦC Партизан-Телеоптик bzw. Спортски центар Партизан-Телеоптик, Sportski centar Partizan-Teleoptik), manchmal auch als SC Teleoptik bezeichnet, ist das Trainings- und Ausbildungszentrum des serbischen Vereins Partizan Belgrad, auf dem sich zugleich auch das Fußballstadion des Farmteams Teleoptik Zemun befindet. Es liegt im Belgrader Stadtteil Zemun und gehört zu den modernsten in Europa. Daher erhielt es den mittlerweile weit verbreiteteren Beinamen Zemunelo, analog dem Milanello, dem Trainingsgelände des AC Mailand.

## Geschichte
Anfang der 1990er Jahre beschlossen Partizan Belgrads Generalsekretär Žarko Zečević und Sportdirektor Nenad Bjeković sowie der Stadiondirektor Aleksandar Stepanović und Trainer Ivica Osim, ein Sportzentrum für den Verein zu errichten. In Frage kamen Bauflächen in den Belgrader Stadtteilen Banjica und Zvezdara, jedoch entschied man sich letztendlich für den Stadtteil Zemun. Der Bau begann 1992 und wurde aufgrund des Jugoslawienkriegs (1992–1995) erst 6 Jahre später fertiggestellt. Das Sportzentrum wurde offiziell am 28. Mai 1998 eröffnet.
2004 fand eine umfangreiche Renovierung statt. Heute umfasst die gesamte Anlage eine Fläche von etwa 100.000 Quadratmetern. Sie umfasst sieben beleuchtete Fußballplätze; zwei davon sind mit Kunstrasen belegt. Für die Unterbringung der Mannschaften sind 19 Appartements vorhanden, davon 14 für die Spieler und 5 für den Trainerstab. Jede der Einheiten verfügt über modernste Anlagen und Geräte.
Ein Restaurant mit Terrasse im Erdgeschoss versorgt die A-Mannschaft sowie alle jüngeren Kategorien über das gesamte Jahr. Der Sportkomplex verfügt über alle Segmente, die für das Funktionieren eines Vereins auf europäischer Ebene notwendig sind, wie z. B. die im 4.000 Quadratmetern großen Hauptgebäude liegenden Umkleide- und Fitnessräume, Sauna, ein medizinisches Zentrum sowie eine Wäscherei. Im Gebäude sind auch das Pressezentrum und eine Freizeiteinrichtung beherbergt.
Die gesamte Anlage wird von qualifiziertem Personal verwaltet, ein Sicherheitsdienst ist ebenfalls vorhanden. Hinsichtlich der Funktionalität, der Architektur und der Ausrüstung gehört das Trainingsgelände von Partizan zu den modernsten in Europa. Während eines Besuchs des ehemaligen UEFA-Präsidenten Lennart Johansson sowie des aktuellen Präsidenten Michel Platini wurde das Trainingsgelände als „Vorbild, nach dem man streben sollte“ bezeichnet. Der Verein plant des Weiteren die Errichtung eines dreistöckigen Internats mit 36 Appartements, inklusive eines Schwimmbads. Anfang 2014 wurde beschlossen, das gesamte Sportzentrum mit modernster Videoüberwachung und einer Feuerschutzanlage auszustatten.